# Quinta Los Ombúes
La Quinta Los Ombúes se encuentra en la localidad de San Isidro, provincia de Buenos Aires, Argentina. Se trata de una antigua quinta, de estilo colonial, en el casco histórico de dicha ciudad. Su origen data de la fundación de la ciudad de Buenos Aires y sus alrededores por Juan de Garay en 1580, que repartió entre los primeros habitantes de Buenos Aires terrenos en las afueras en la ribera del Río de la Plata. Tuvo varios propietarios desde entonces, siendo habitualmente asociada con Mariquita Sánchez de Thompson —la tradición popular sostiene, para parte de la historiografía erróneamente, que en ella se organizó la tertulia donde se entonó por primera vez el himno nacional— y a la familia Beccar Varela, de importante influencia en la política argentina del siglo XX, que reconoce que el origen familiar se encuentra ligado a la propiedad. Desde 2006 acoge un museo municipal, una biblioteca y el archivo municipal —cuyo nombre oficial en su conjunto es Museo, Biblioteca y Archivo Histórico Municipal «Dr. Horacio Beccar Varela»—, tras haber sido legada a la ciudad por un integrante de aquella familia.
Desde el año 2007 es Monumento Histórico Nacional, dotándola de protección patrimonial, así como a su colindante «Quinta de los Naranjos» a través del decreto 1284/2007, por decreto presidencial.

## Historia

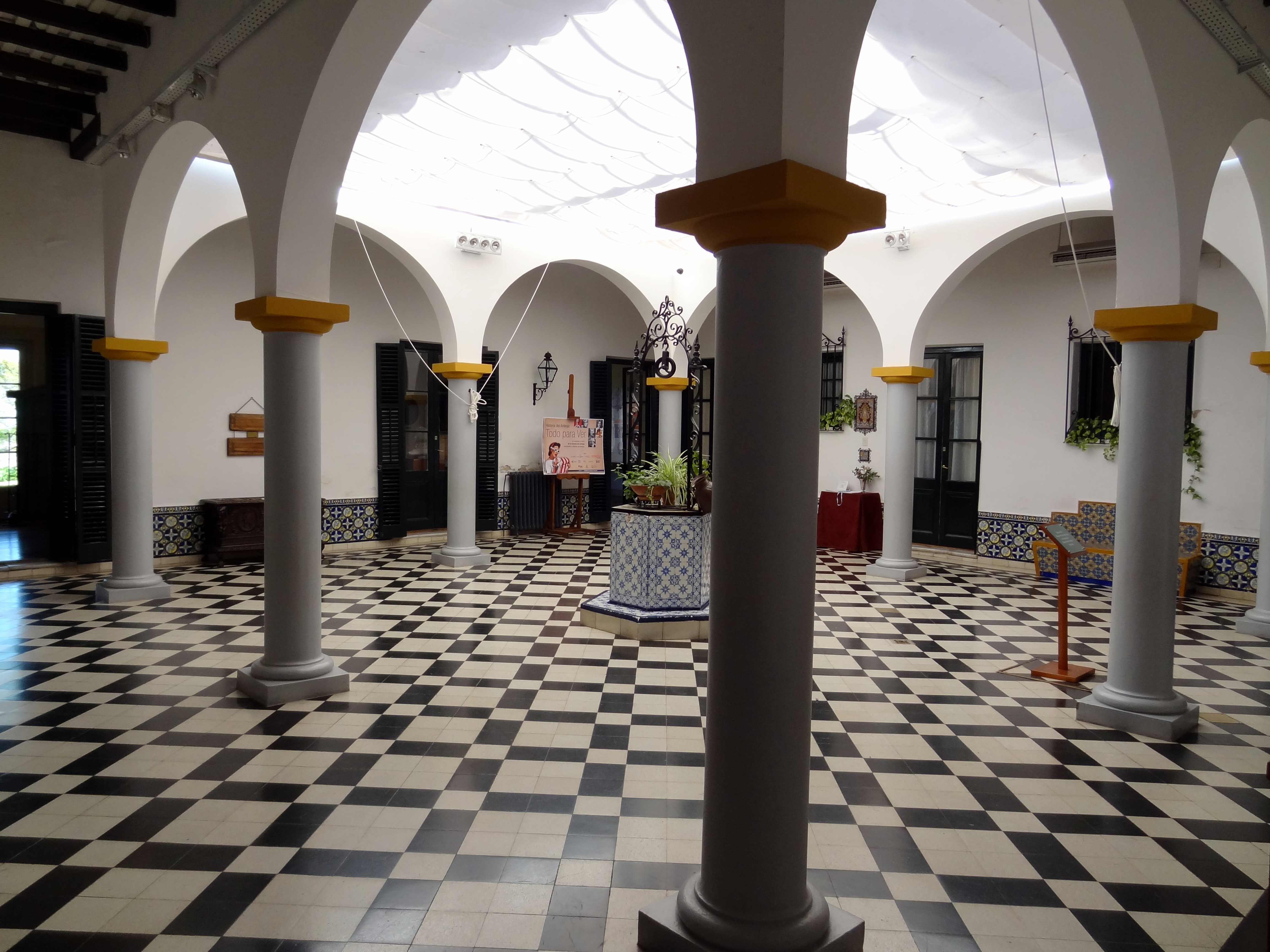
Patio de estilo andalusí.

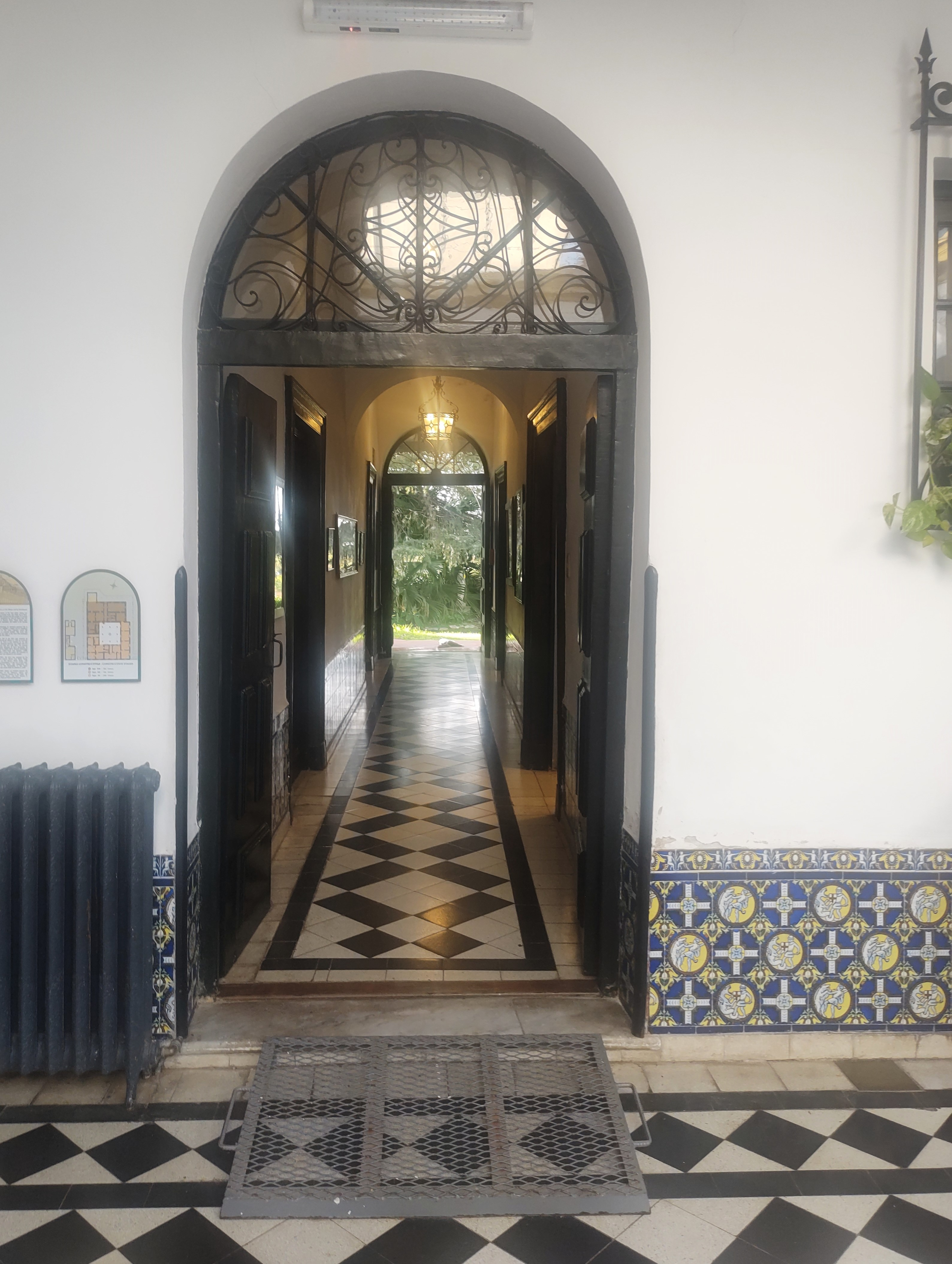
Pasillo interior.

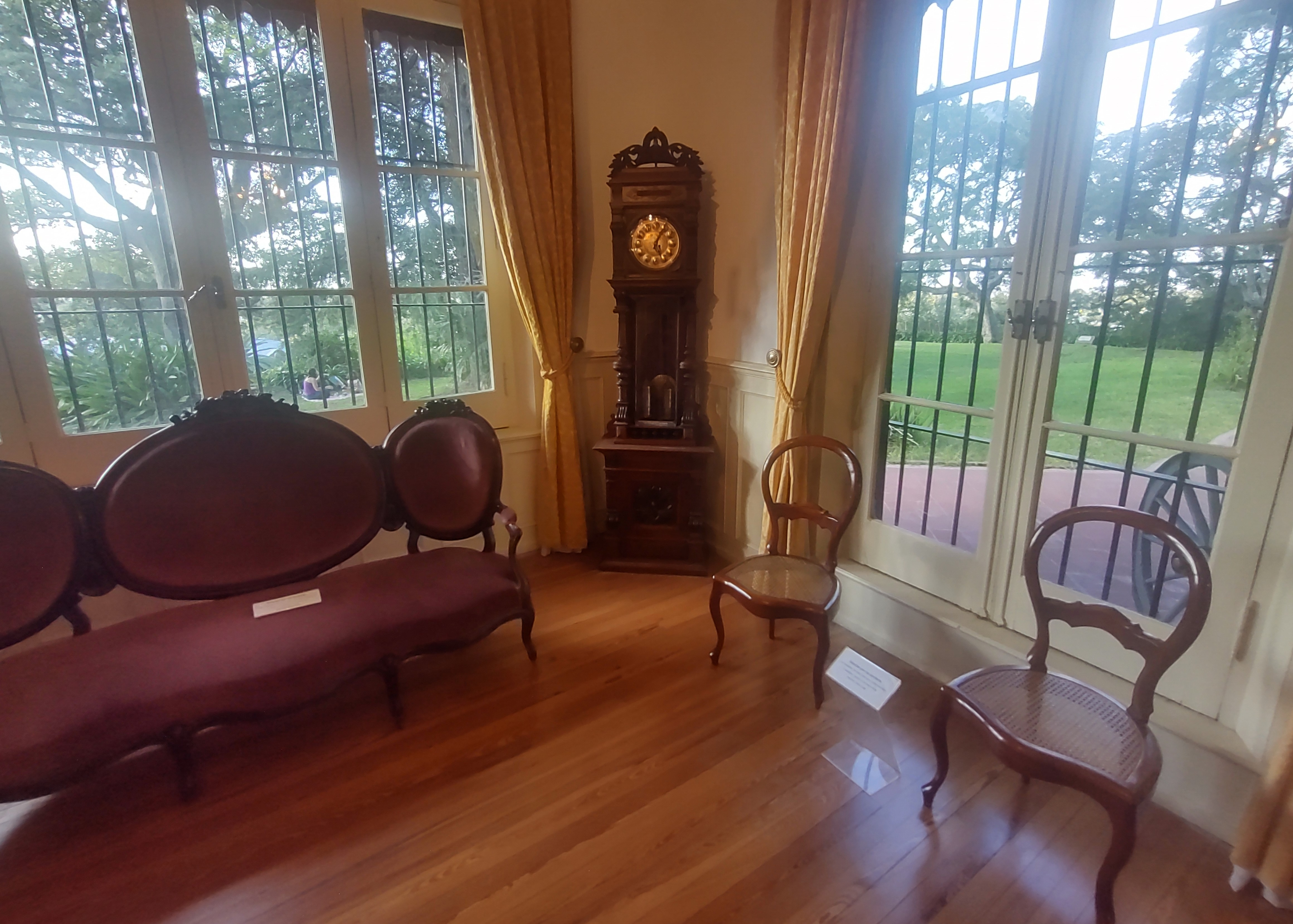
Uno de los salones de la quinta.

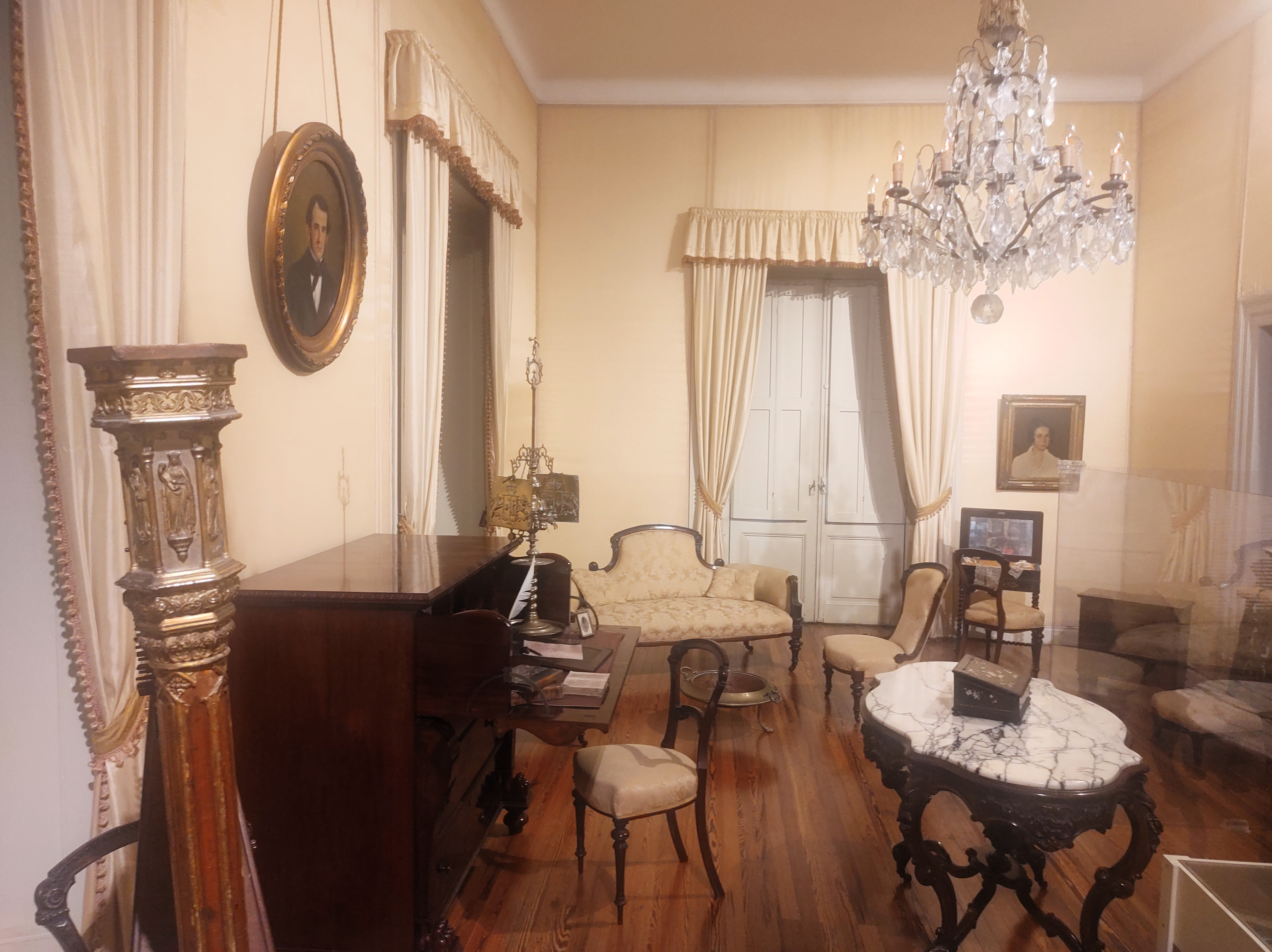
Otro salón interior.

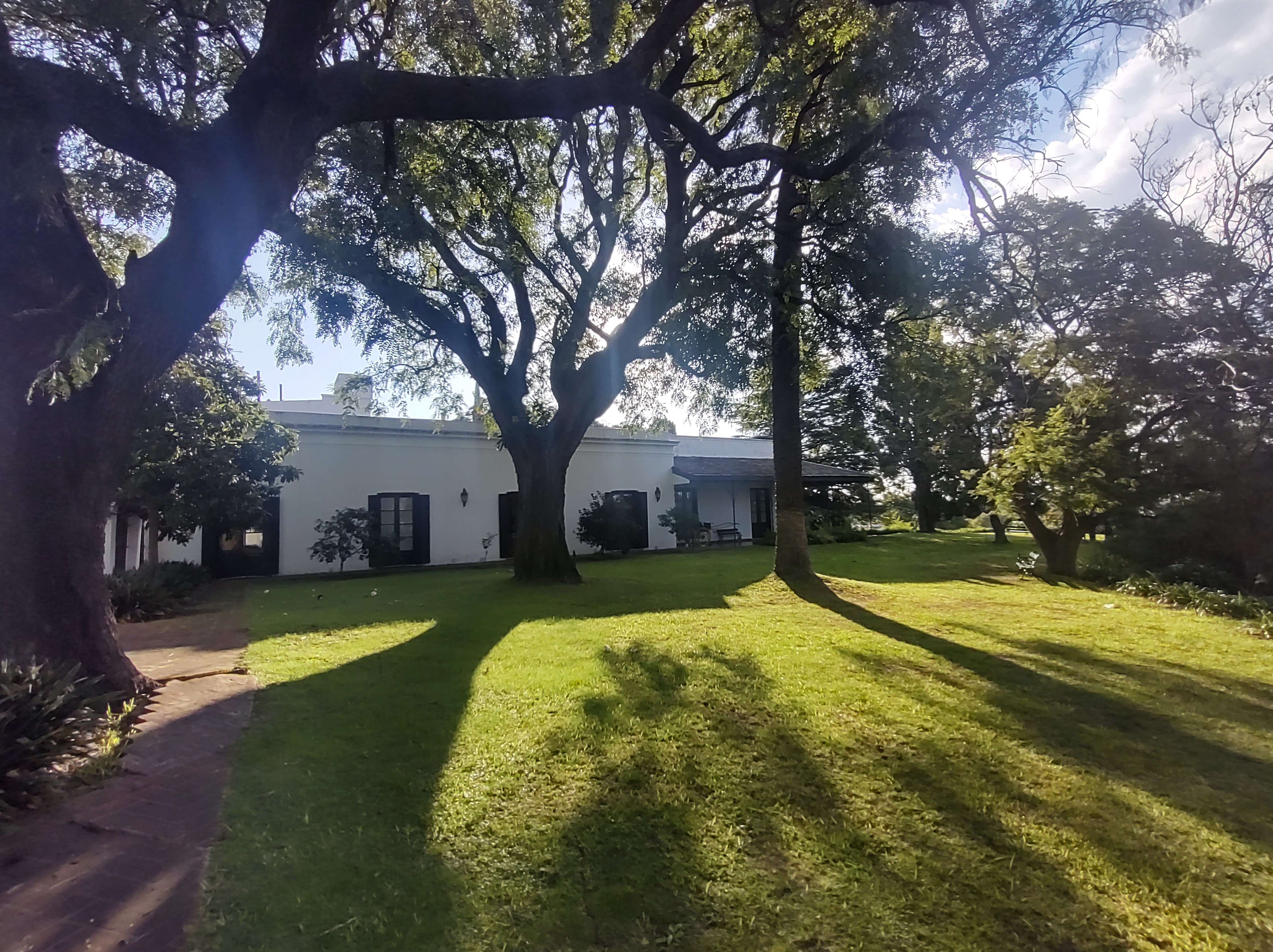
Vista trasera.

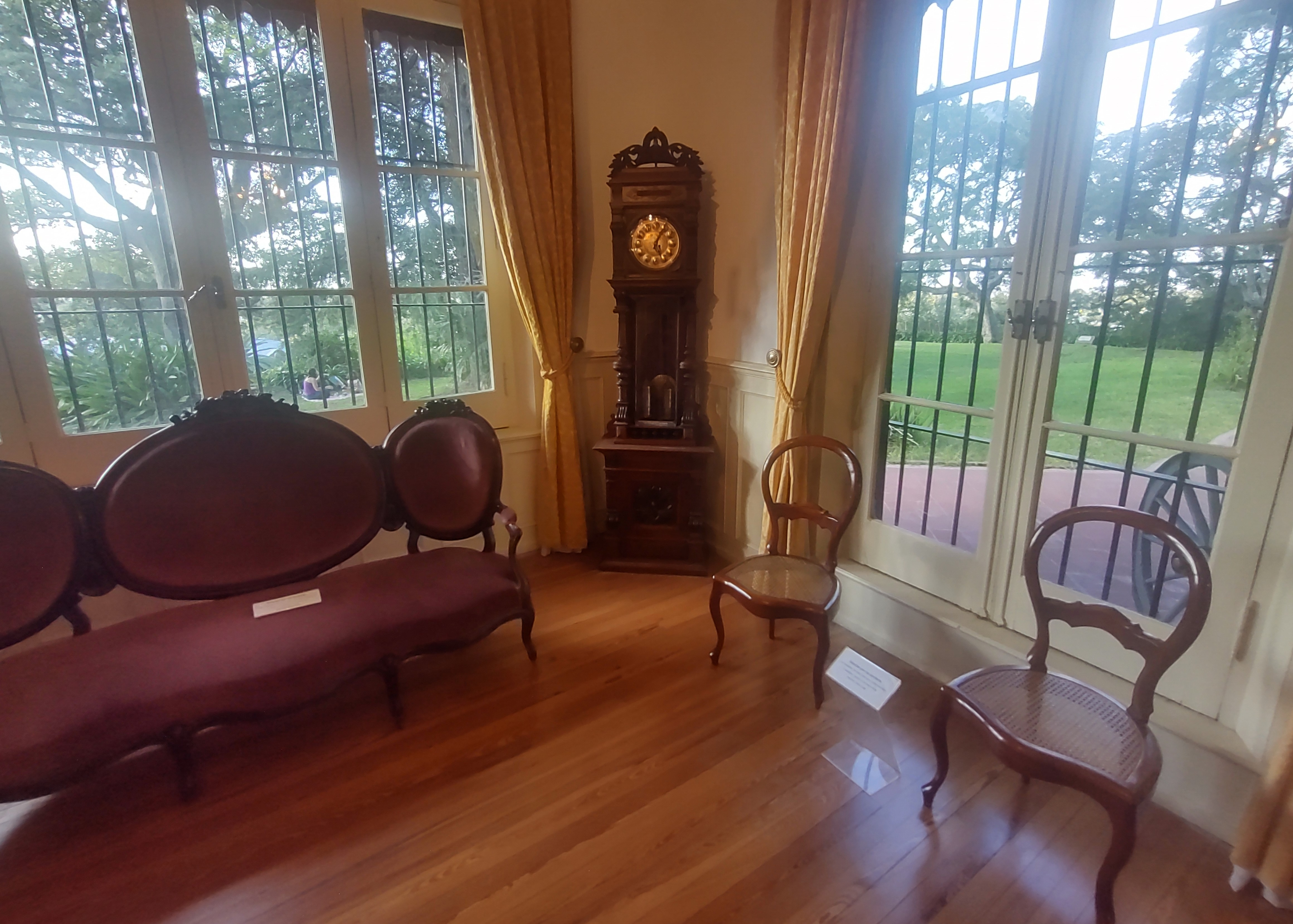
Vista hacia el exterior.

Su primer propietario fue Pedro de la Torre, quien recibió la tierra en loteo por parte de Juan de Garay, segundo fundador de Buenos Aires, en 1580. Su porción era, entonces, mucho mayor que la que posee en la actualidad, y tenía como función la producción agrícola, porque era de las quintas conocidas como «de pan llevar», porque su principal cultivo era el trigo. Domingo de Acassuso, considerado como el fundador de San Isidro, adquirió una parte de las tierras, con la intención de destinarlas a la capellanía de la catedral de San Isidro Labrador, mientras que otra mitad fue adquirida por Cecilio Sánchez de Velazco, comerciante y político español, cuya hija Mariquita Sánchez de Thompson heredó la propiedad en 1812. En la construcción, que data originariamente de 1700 aproximadamente, pasó su infancia y cuando su padre descubrió su relación con Martín Jacobo Thompson, la cual no aprobaba, éste la recluyó en esta casa —en la cual Thompson buscaba entrar de encubierto—, y luego la mandó de internada a un monasterio. Thompson murió en 1819, en el viaje de regreso desde Estados Unidos, donde había partido años antes como representante del gobierno patriótico en 1816; tras ello Mariquita contrajo matrimonio con el francés Washington de Mendeville.
En 1829, Mariquita vendió la propiedad por la distintas deudas que había acumulado tras su matrimonio con Mendeville. Si bien luego quiso recuperarla, la ubicación cerca de las barrancas al Río de la Plata elevó la cotización de la propiedad, por lo que nunca pudo hacerlo.
En 1867, la chacra pasó a manos de Pascuala Beláustegui, esposa de Felipe Arana, político que se desempeñó como Ministro de Relaciones Exteriores de Juan Manuel de Rosas. Para 1872, la misma era propiedad de Eduardo Lahitte, abuelo de Roque Sáenz Peña y éste pasó a alquilar la propiedad al matrimonio de Cosme Beccar y María Varela, que la adquirieron definitivamente en 1881, sus hijos compusieron el apellido Beccar Varela, dando origen a aquella familia.
El aspecto que presenta actualmente la propiedad, con un jardín andalusí, mayólicas sevillanas y el piso con tablas de pinotea es fruto de las obras que encaró la familia Beccar Varela. Además, se le agregó un aljibe, que reemplazó al pozo existente, como también aberturas más propias de la época. El patio, que fue anexado, no existía, y en sus inicios no estaba techado. Como los Beccar Varela eran descendientes de Florencio Varela, instalaron en el patio los tablones de la propiedad donde éste había sido asesinado, como reliquia familiar que se conserva hasta hoy en día.
Horacio Beccar Varela, que falleció en la quinta en 1949, en su testamento dispuso que cuando ocurriese el deceso del último de sus doce hijos, la casa debería ser legada al municipio, lo cual aconteció recién en el 2006.
El museo como tal se inauguró aquel año, tras la cesión de la propiedad, y se decidió que albergue, además de un museo dedicado a la familia Beccar Varela, también el archivo municipal, la biblioteca y su museo, que anteriormente se encontraban en la antigua residencia de Fernando Alfaro, primer presidente municipal. Los dormitorios sirven de salas al museo, donde se relata la historia del partido de San Isidro, personajes en instituciones relativas al mismo. Por otra parte, se destaca el comedor, la sala principal y una sala contigua, que contienen objetos de la familia Beccar Varela y Mariquita Sánchez de Thompson, como así también mobiliario de la época.
Por otra parte, en esta quinta pasó un verano el escritor Manuel Mujica Lainez, por invitación de los Beccar Varela, con quien se encontraba emparentado, en la década de 1960. La quinta le sirvió de inspiración para diversas poesías y cuentos a los que hace referencia de manera directa o indirecta.